# Panaxia majellica
Panaxia majellica là một loài bướm đêm thuộc phân họ Arctiinae, họ Erebidae.